# ستون نور

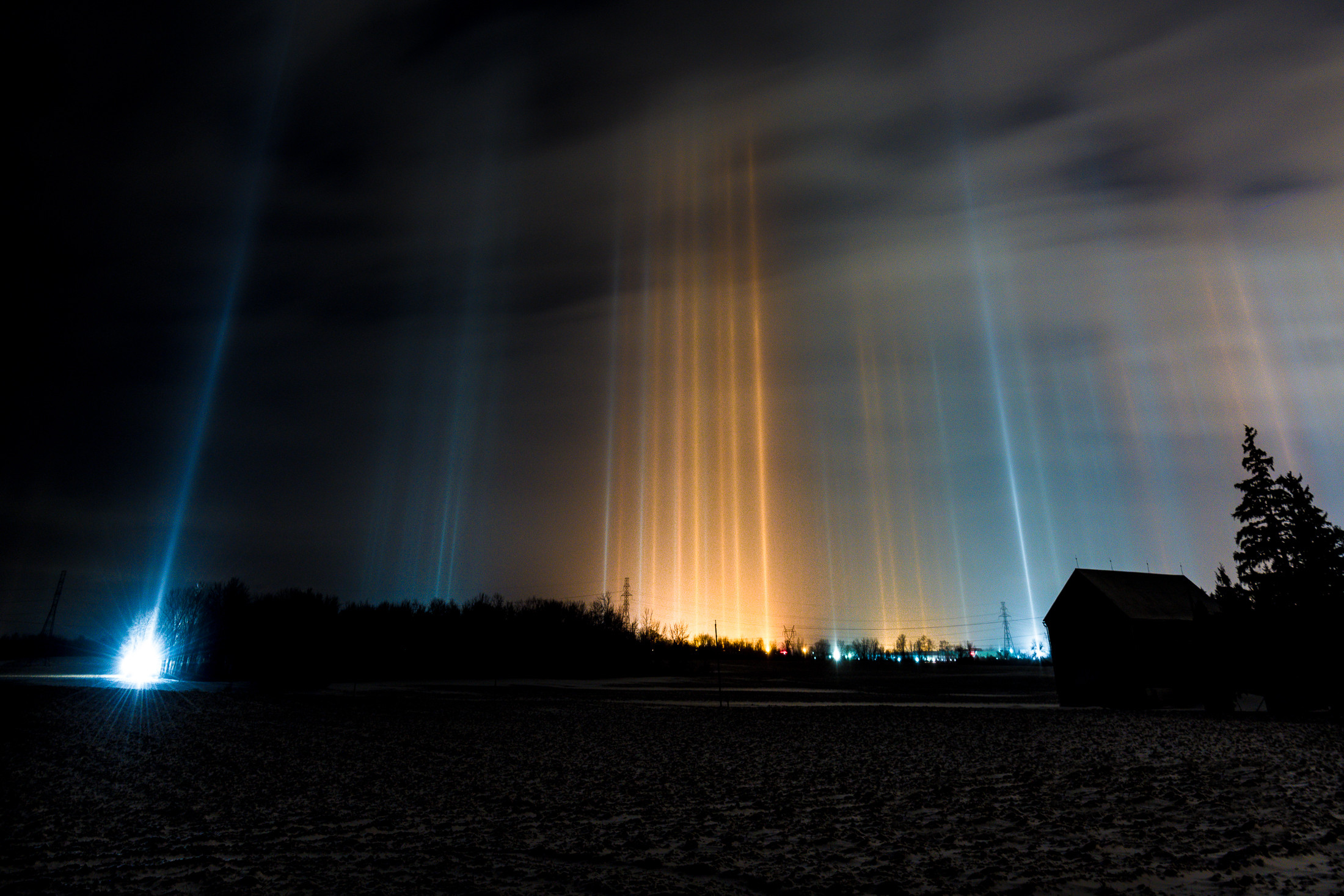
ستون‌های نور در لندن، انتاریو، کانادا

ستون نور (انگلیسی: Light pillar)، یک پدیده نوری جوی است که در آن یک پرتو نور، عمودی به نظر می‌رسد که در بالا یا زیر منبع نور امتداد دارد. این اثر با انعکاس نور از بلورهای یخی کوچکی که در جو معلق هستند یا از ابرهای در ارتفاع بالا تشکیل شده‌اند (مانند ابرهای ابر پرساپوشنی و ابر پرسا) ایجاد می‌شود. اگر از نور خورشید ایجاد شود (معمولاً زمانی که نزدیک یا حتی زیر افق است)، به این پدیده، ستون آفتاب یا ستون خورشیدی می‌گویند. ستون‌های نور همچنین می‌توانند توسط ماه یا منابع زمینی مانند چراغ‌های خیابان ایجاد شوند.

## تشکیل

طرح تشکیل ستون‌های نور

از آنجایی که آنها در اثر تعامل نور با بلورهای یخ ایجاد می‌شوند، ستون‌های نور از خانواده هاله‌ها هستند. بلورهای مسئول ستون‌های نور معمولاً از صفحات مسطح و شش ضلعی تشکیل شده‌اند که در هنگام سقوط در هوا تمایل دارند کم و بیش به سمت افقی قرار گیرند. هر تکه به‌عنوان یک آینه کوچک عمل می‌کند که منابع نوری را که به‌طور مناسب در زیر آن قرار گرفته‌اند منعکس می‌کند (نمودار را ببینید) و وجود تکه‌ها در ارتفاعات باعث می‌شود که انعکاس به‌صورت عمودی در یک ستون کشیده شود. هر چه بلورها بزرگتر و تعدادشان بیشتر باشد، این اثر بارزتر می‌شود.
به‌ندرت، بلورهای ستونی شکل می‌توانند باعث ایجاد ستون‌های نور نیز شوند. در هوای بسیار سرد، بلورهای یخ را می‌توان در نزدیکی زمین معلق کرد که در این صورت به آنها گرد الماس می‌گویند.
برخلاف پرتو نور، یک ستون نور از نظر فیزیکی در بالا یا زیر منبع نور قرار ندارد. ظاهر آن به عنوان یک خط عمودی یک توهم نوری است که از انعکاس جمعی بلورهای یخ ناشی می‌شود. اما فقط آنهایی که در صفحه عمودی مشترک قرار دارند، پرتوهای نور را به سمت ناظر هدایت می‌کنند (نمودار را ببینید). این شبیه به مشاهده یک منبع نور بر روی بدنه آبی است. امواج روی سطح آب، منبع نور را در جهات مختلف منعکس می‌کنند، و آن‌هایی که اتفاقاً به سمت بیننده می‌روند، ترکیب می‌شوند و خط روشنی را تشکیل می‌دهند که به سمت منبع نور اشاره می‌کند.

## نگارخانه

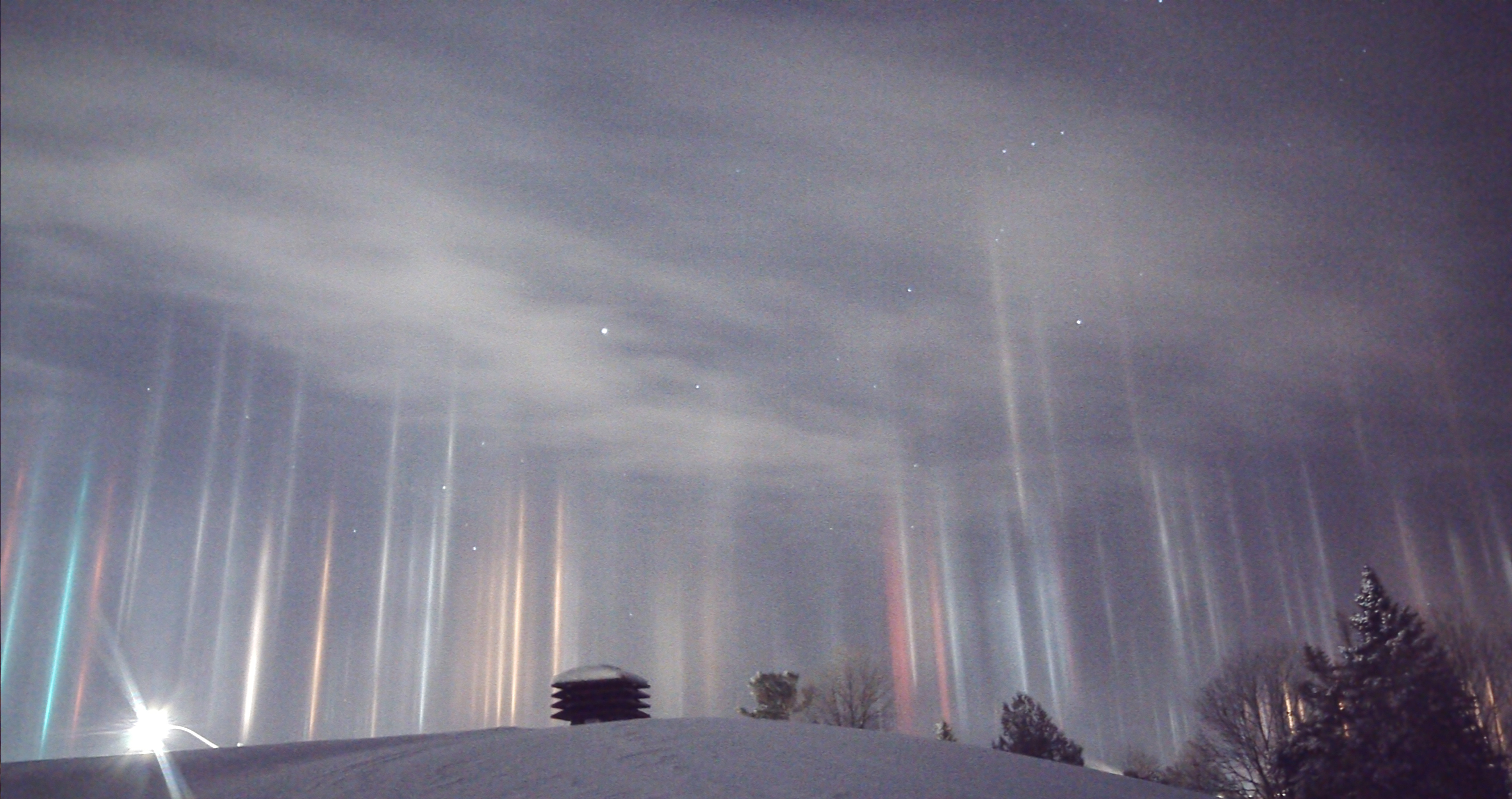
ستون‌های نور ناشی از نورهای مصنوعی، بر فراز خلیج شمالی انتاریو، کانادا
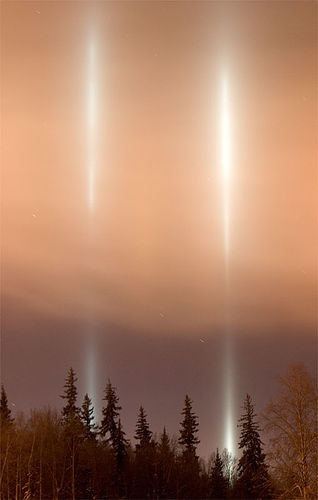
ستون‌هایی از چراغ‌های کاری بدون پوشش در بالای دانشگاه آلاسکا فیربنکس
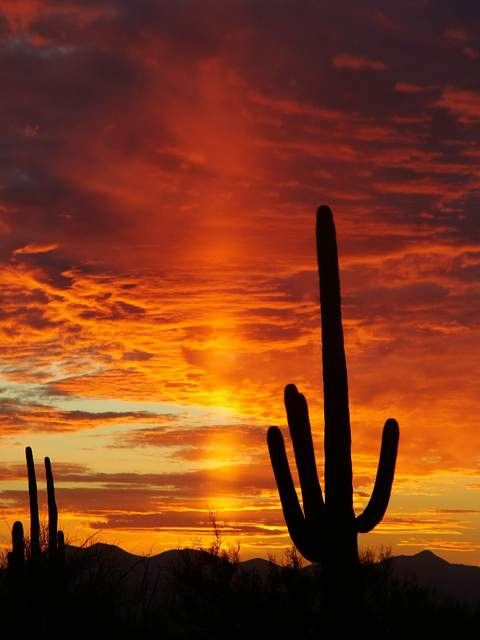
غروب خورشید با ستون برجسته خورشید در نزدیکی توسان، آریزونا.
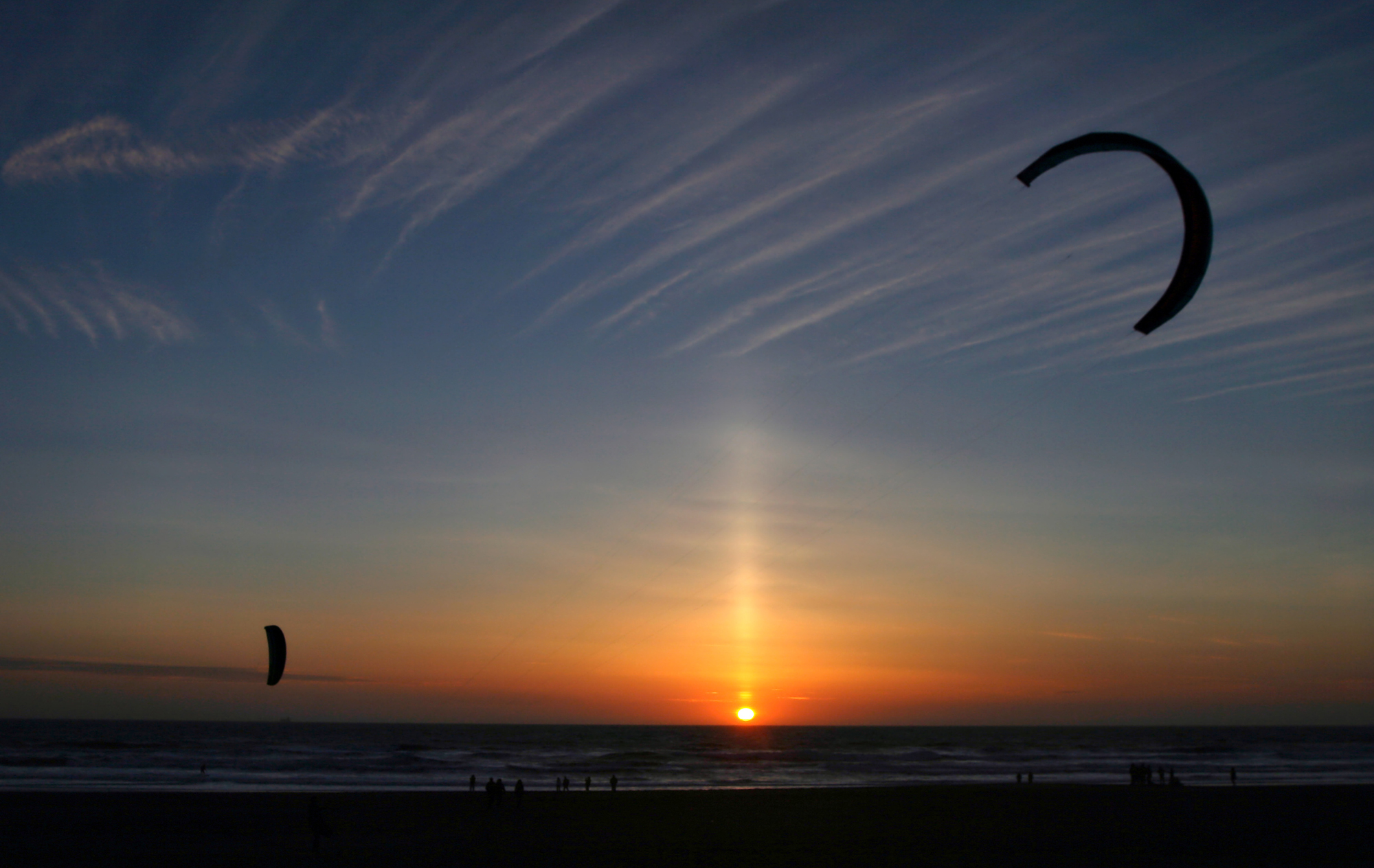
ستون خورشید در سانفرانسیسکو، کالیفرنیا.
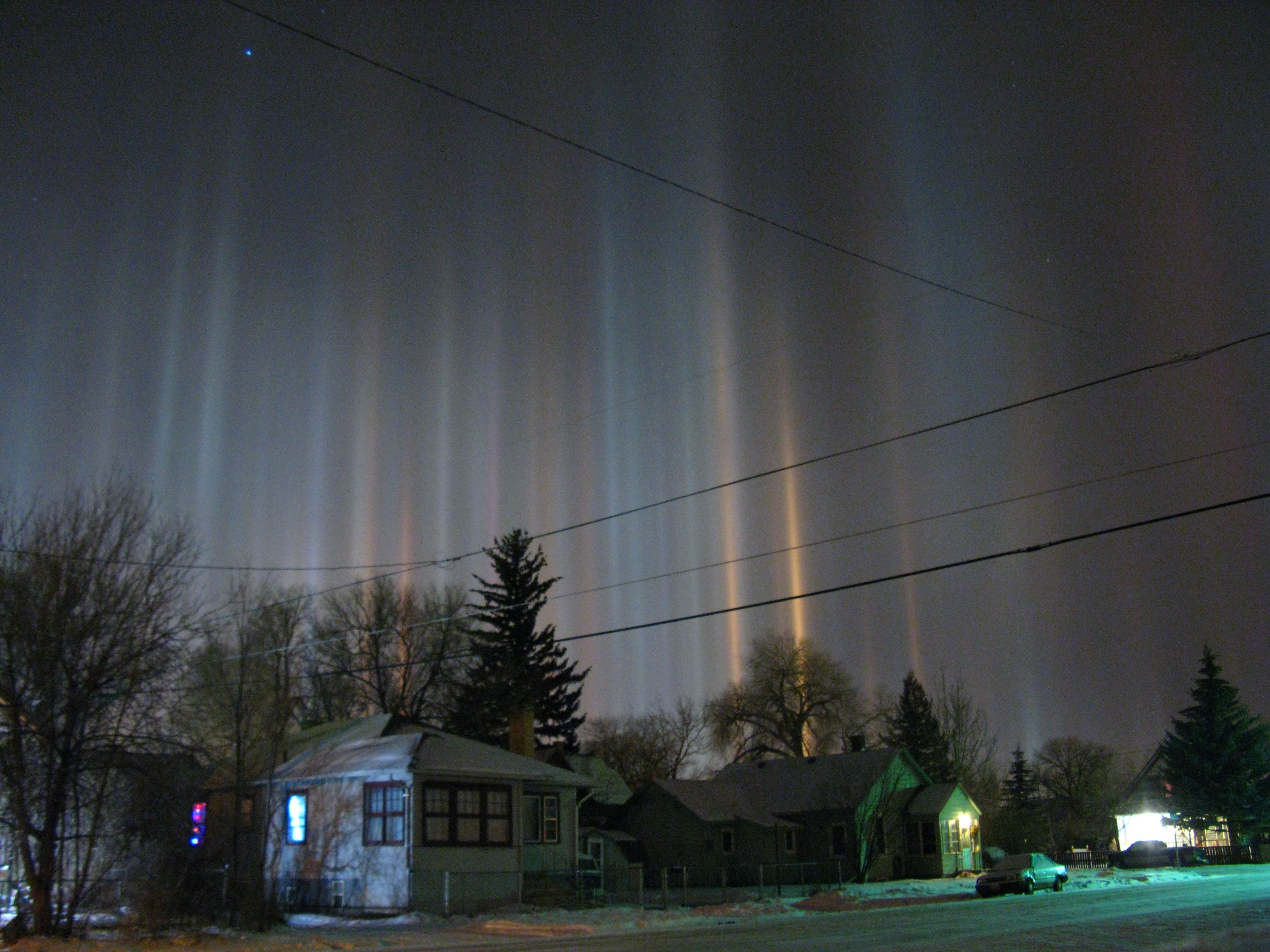
ستون‌های نور در یک شب زمستانی در لارامی، وایومینگ.
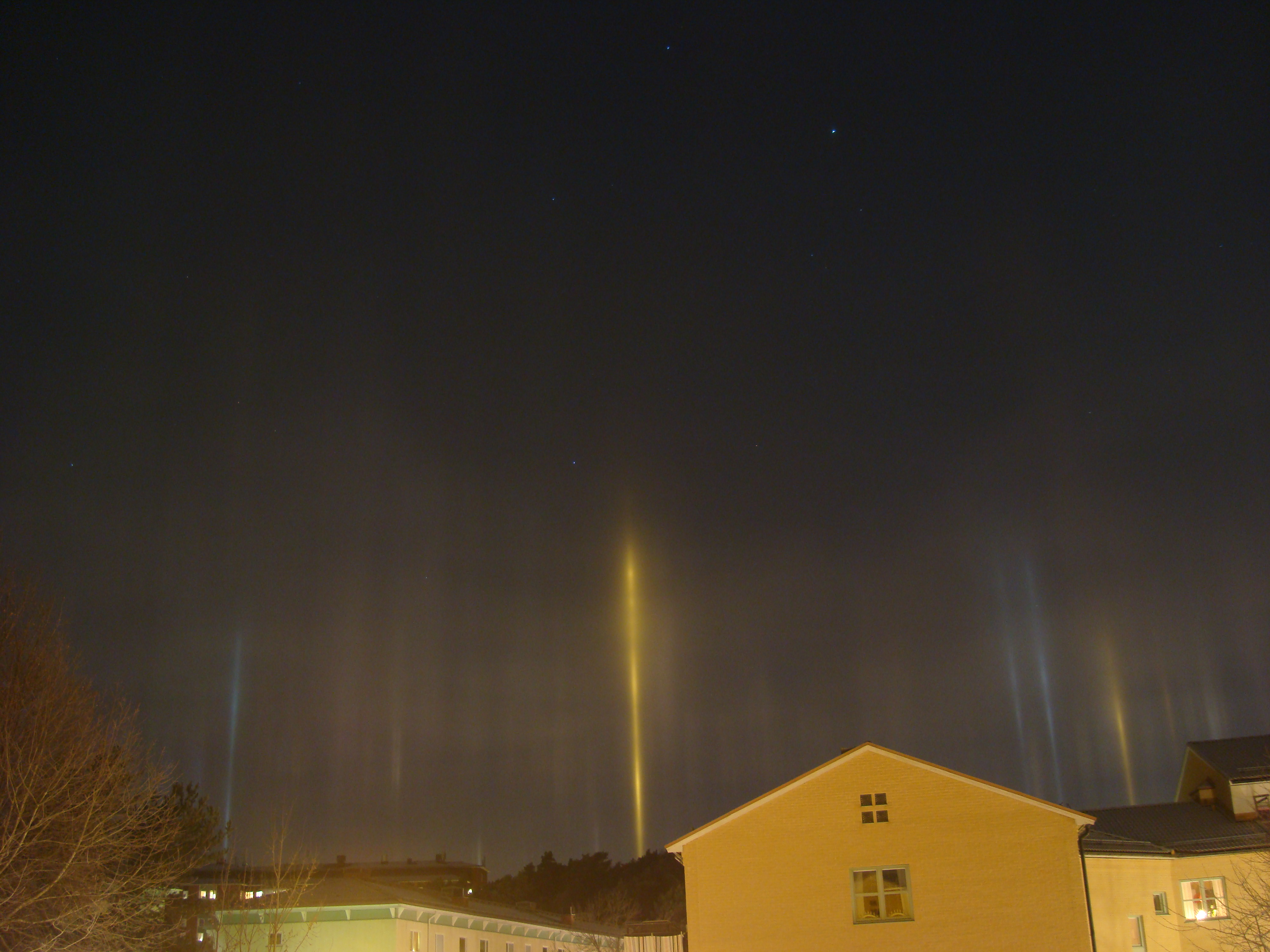
ستون‌های نور در یک شب سرد زمستانی ژانویه ۲۰۱۶ در استکهلم، سوئد.
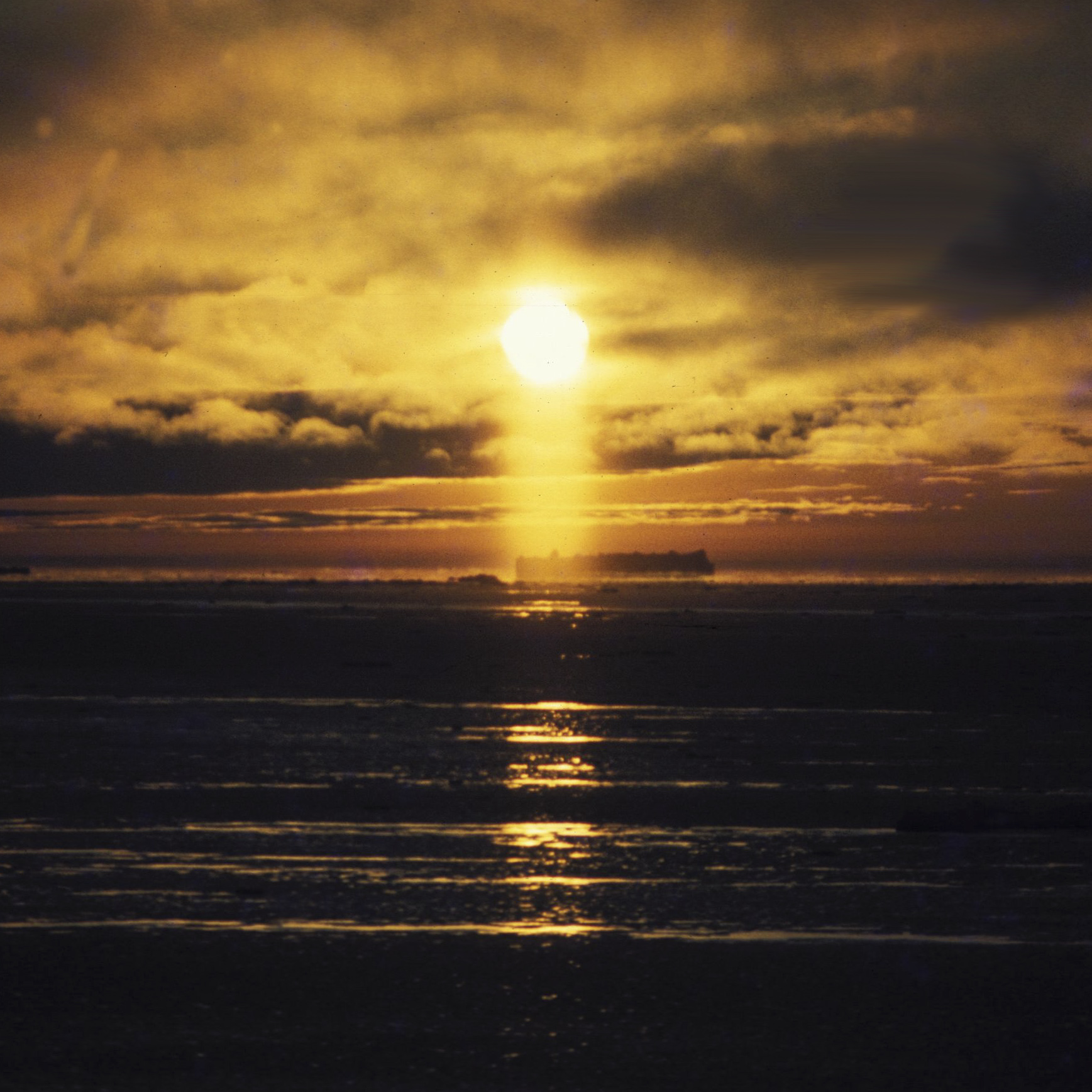
ستون خورشیدی پایینی که در قطب جنوب دیده می‌شود.
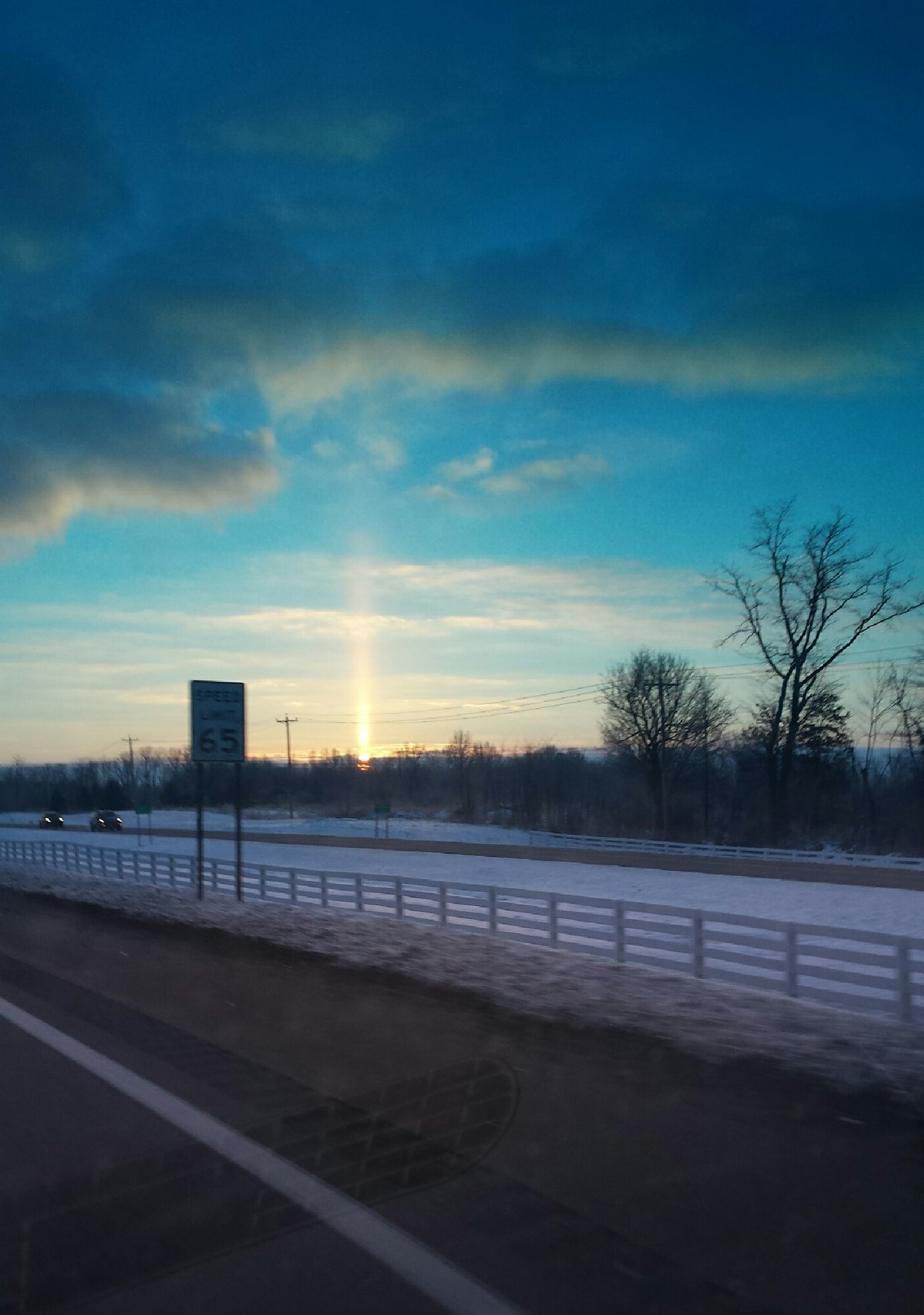
یک ستون خورشیدی در اوهایو در ژانویه ۲۰۱۵ دیده شد.
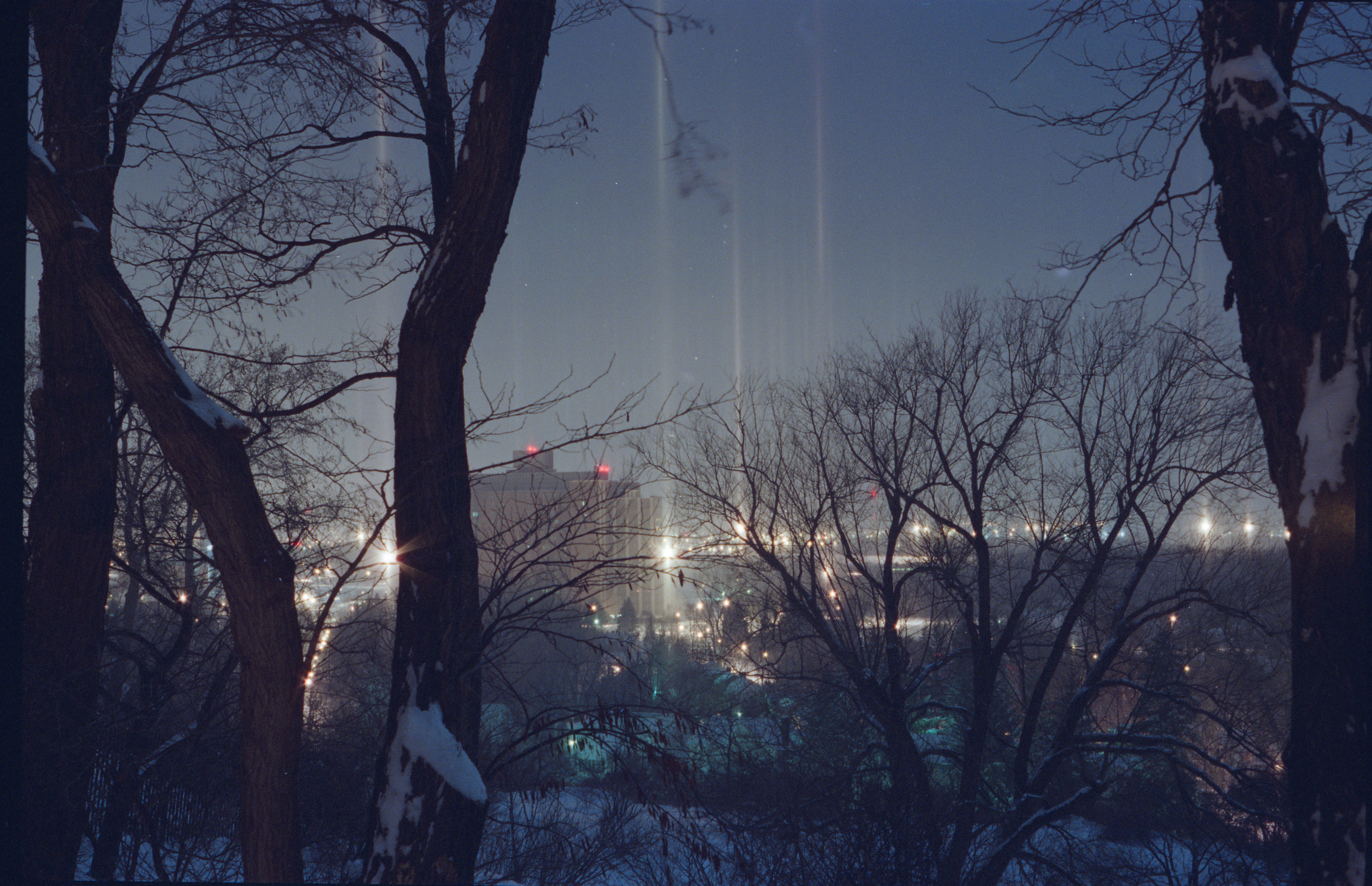
ستون نور در روچستر، نیویورک در ساعات اولیه صبح ۲۷ دسامبر ۱۹۹۳.
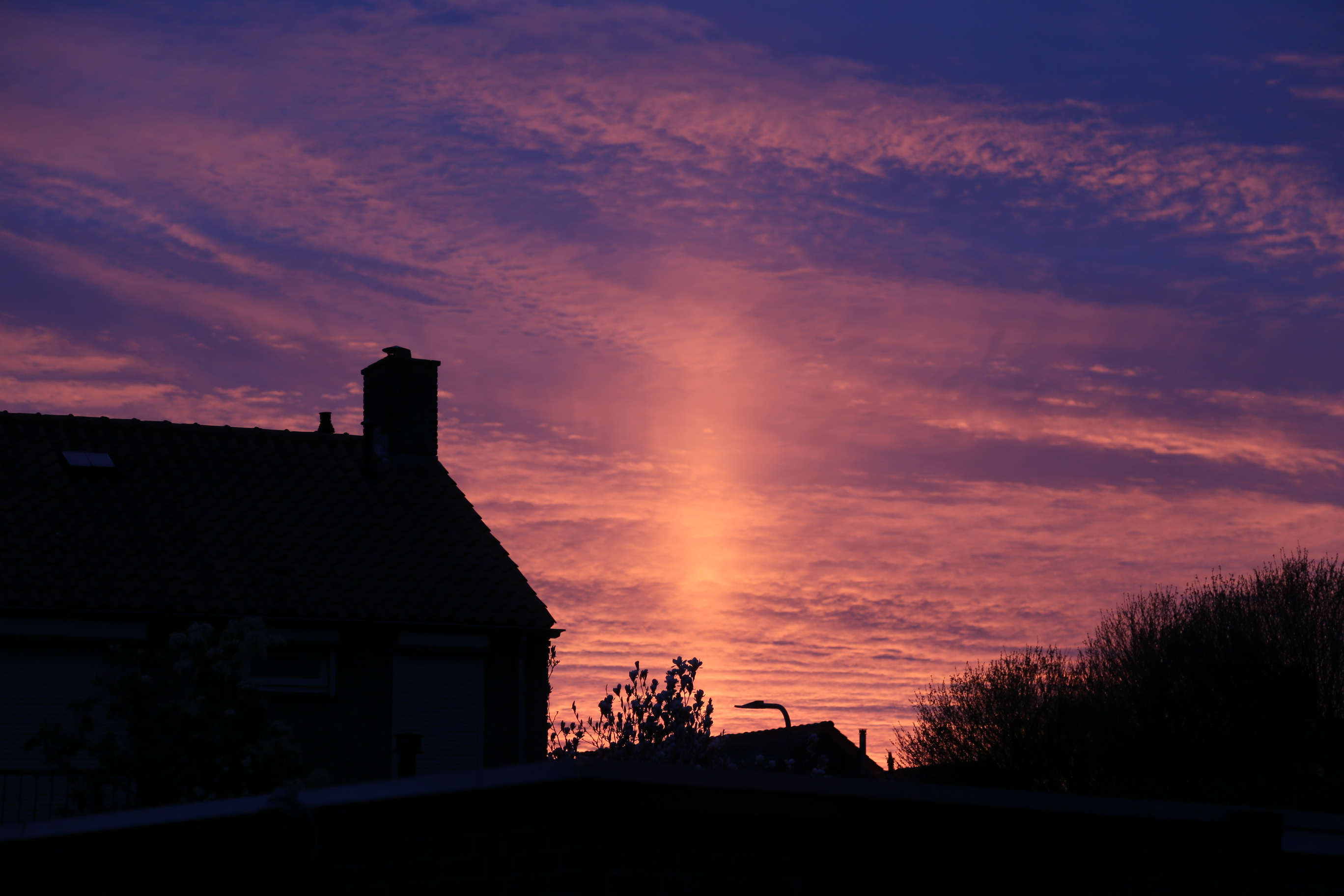
ستون نور درست بعد از غروب خورشید از هلند در ۴ آوریل ۲۰۱۹.
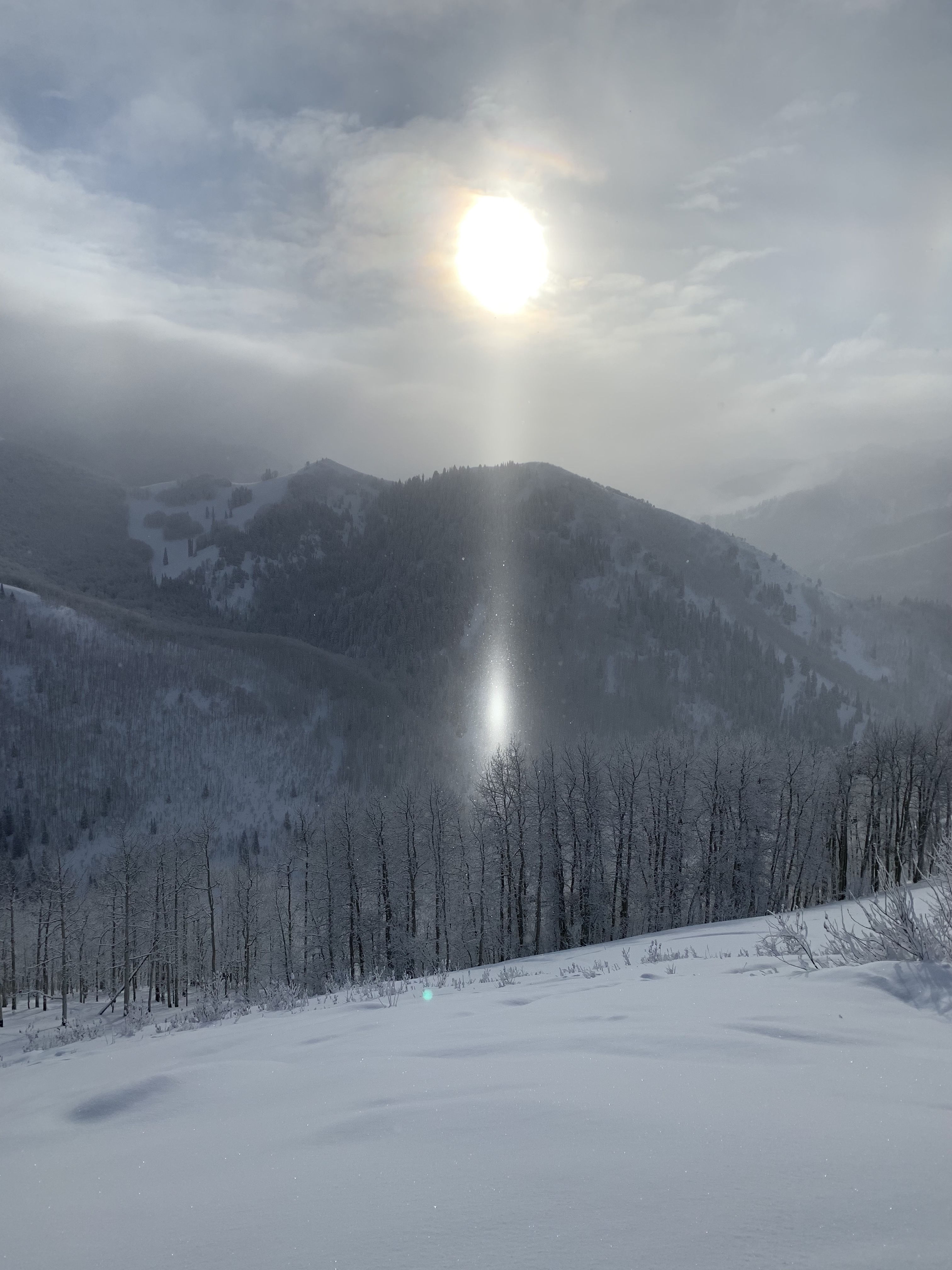
ستون نور در کوه‌های واساچ یوتا
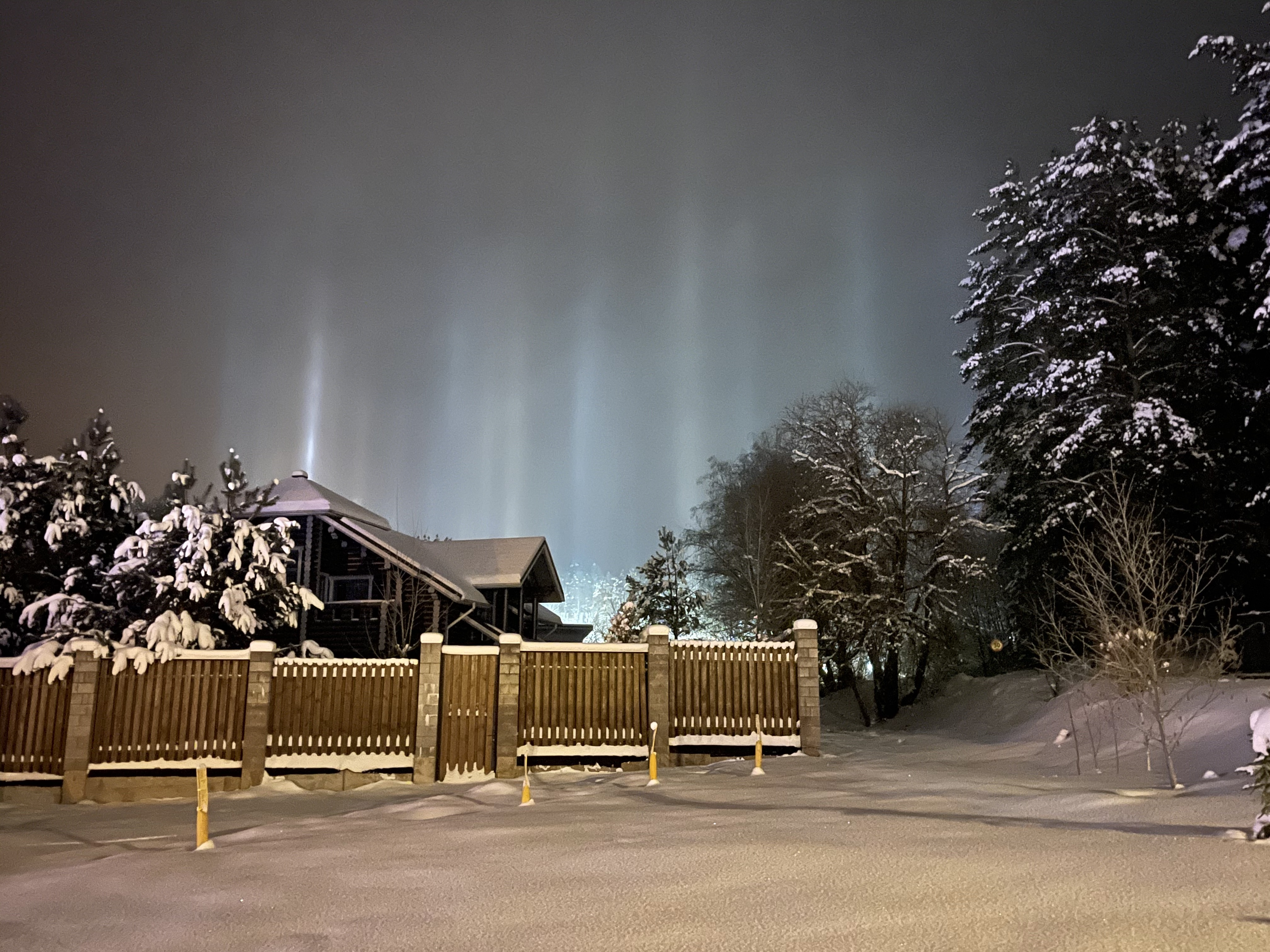
ستون‌های نور در رابیچی (Raubichi)، بلاروس در یک شب سرد در ژانویه.
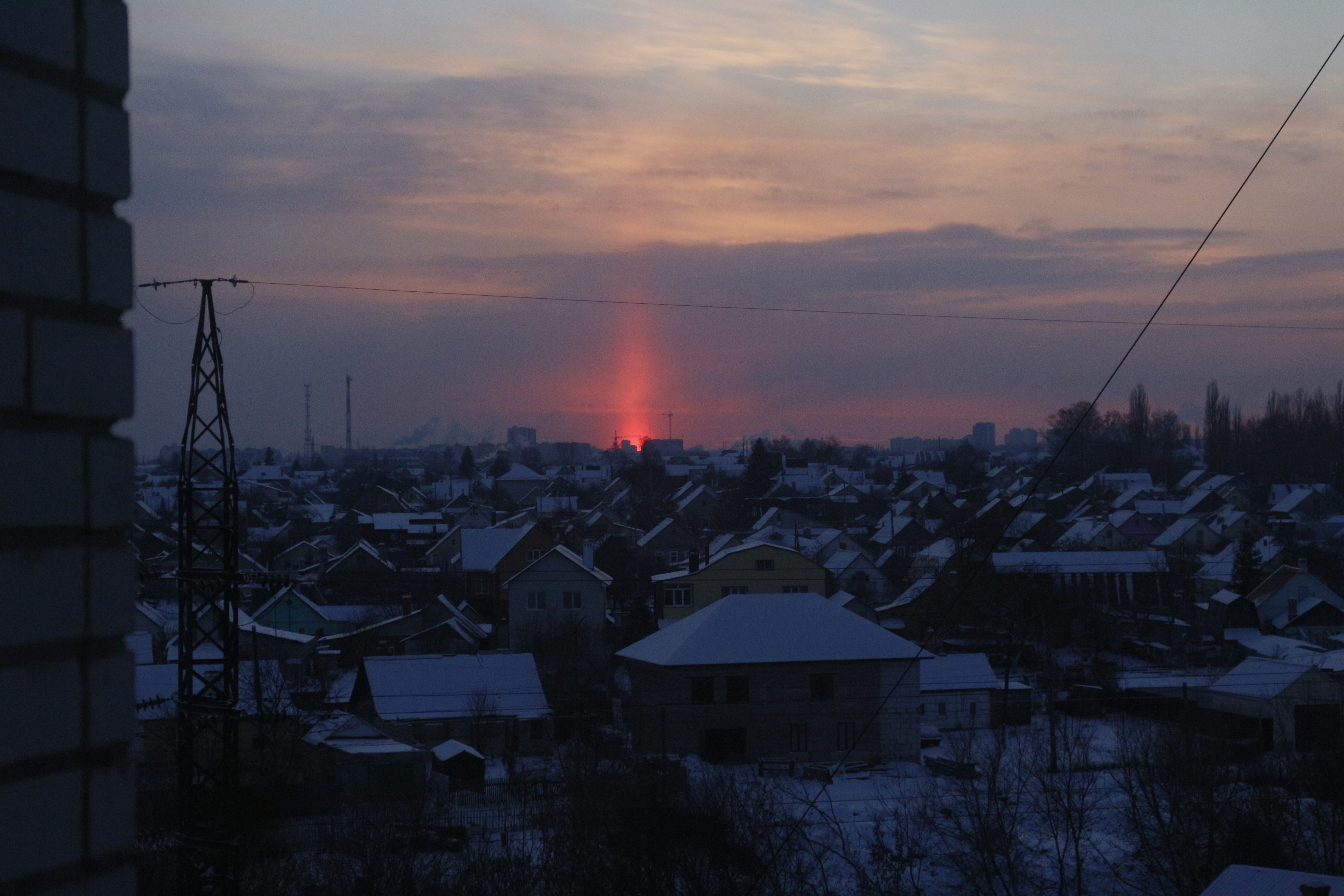
ستون نور در لیپتسک، روسیه.
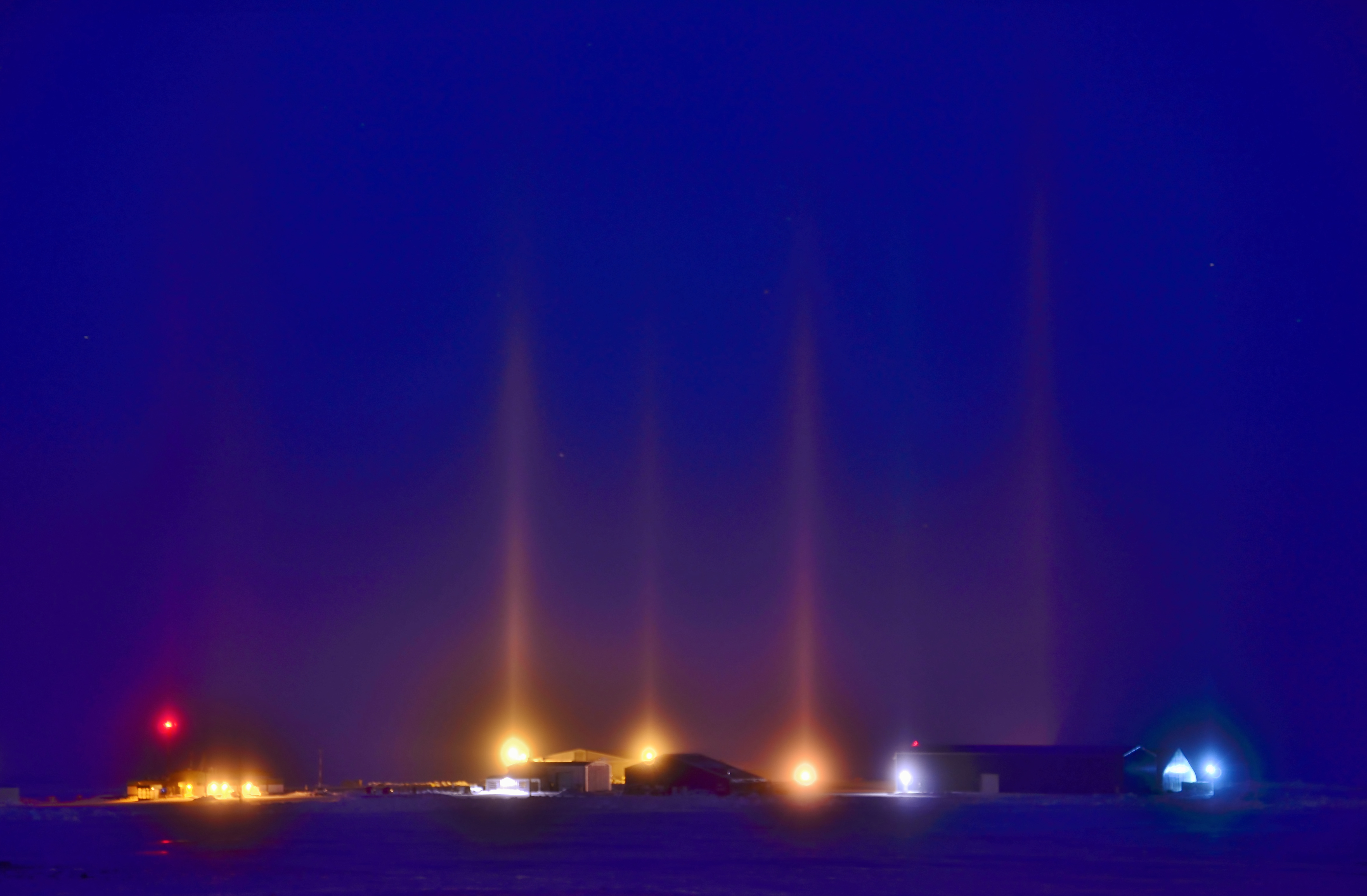
ستون‌های نور شبانه ناشی از نور منعکس شده از طریق مه‌یخ در خلیج کمبریج، نوناووت، کانادا